# Petrino
Petrino (en macédonien Петрино) est un village du sud-est de la Macédoine du Nord, situé dans la municipalité de Resen. Le village ne comptait aucun habitant en 2002. 